# باباويو
باباويو (بالإسبانية: Santa Rita de Babahoyo) هي مدينة، في الإكوادور، تقع في Babahoyo Canton ‏، هي عاصمة مقاطعة لوس ريوس، بلغ عدد سكانها 140,534 نسمة وذلك حسب إحصائيات سنة 2010، رمزها البريدي هو EC120150.

## مدن توأم
المدن التوأم:
- ليكلاند، فلوريدا
- كينجتونغشيا.

## أعلام
- خيفيرسون مونتيرو